# 화학 합성
화학 합성(化學合成, 영어: chemical synthesis)이란 화학 반응을 구사하여 목적의 화합물을 만드는 것을 이른다. 많은 경우, 목적물을 얻을 때까지 여러 단계의 화학 반응이 일어나고, 그 각 단계에서 부수적으로 화학적·물리적인 단리·정제·분석이 이루어진다. 얻은 결과에 대해서는 다른 실험자의 재현성이 있고 검증할 수 있으며, 확립된 것이라는 사실이 요구된다.
화학 합성은 원료가 되는 화합물이나 시약을 선택하는 것에서 시작된다. 목적물을 얻기 위한 화학 반응은 여러 가지를 이용할 수 있다. 얻어진 생성물의 양을 보일 때는 2가지 방법이 있으며, 하나는 질량으로 보이는 수량(收量), 또 하나는 원료에서 얻어지는 이론양에 대한 백분율로 보이는 수율(收率)이다.
단순한 화합물에서 복잡한 화합물을 만드는 과정에 있어서는, 목적으로 하는 생성물을 합성하기까지 여러 단계의 조작과 많은 시간과 노력을 필요로 한다. 특히 시판되고 있는 단순한 화합물만으로 생리활성물질 따위의 천연물이나 이론적으로 흥미로운 유기화합물을 만들기 위한 여러 단계의 화합 합성을, 전합성(全合成)이라고 한다. 전합성은 순수히 합성화학적인 과정이지만 다른 한 편으로는 식물과 동물, 균류 등에서 추출된 천연물을 원료로 하는 경우에는 반합성(半合成)이라고 불린다.
뛰어난 유기합성 기술에는 상이 주어진다. 로버트 번스 우드워드와 같이, 특히 가치가 높은 반응이나 합성이 어려운 화합물의 합성법을 발견한 인물에게는 노벨 화학상이 수여된다.
화학 합성이라는 말은, 좁게는 2개 이상의 기질을 단일생성물로 변환하는 반응에 대해서 쓰인다. 일반식을 쓰면,
A + B → AB
로 보여진다. 여기서 A와 B는 원소의 홑원소 물질 또는 화합물, AB는 A와 B 각각의 부분구조를 가진 화합물이다. 구체적인 예시로는
2 Na + Cl2 → 2 NaCl (염화나트륨의 생성)
S + O2 → SO2 (이산화황의 생성)
4 Fe + 3 O2 → 2 Fe2O3 (산화철(III), 이른바 빨간 녹의 생성)
CO2 + H2O → H2CO3 (물에 용해한 이산화탄소에 따른 탄산의 생성)
정도를 들 수 있다.

## 같이 보기
- 화학공학
- 유기합성